# Socotragraszanger
De socotragraszanger (Cisticola haesitatus) is een zangvogel uit de familie Cisticolidae, een.

## Verspreiding en leefgebied
Deze soort is endemisch op Socotra, een eiland van Jemen in de Indische Oceaan.

## Status
De grootte van de populatie is in 2016 geschat op 6000 volwassen vogels. Op de Rode lijst van de IUCN heeft deze soort de status niet bedreigd.